# Beul an Toim

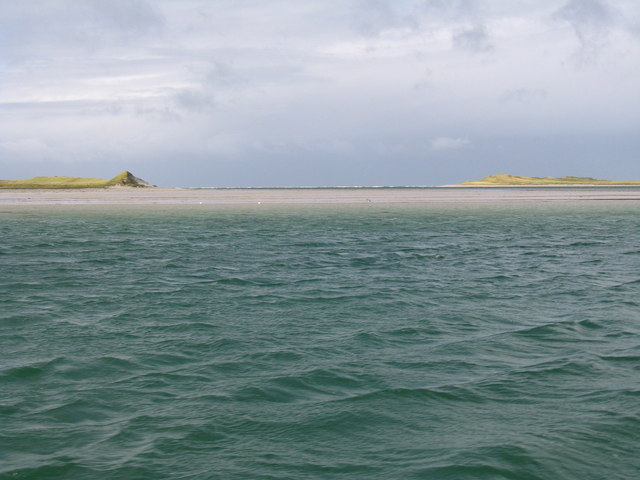
Beul an Toim in Blickrichtung Westen. Rechts ist die südliche Spitze Baleshares, links der nördliche Ausläufer von Benbecula zu sehen.

Beul an Toim ist eine kurze Meeresstraße, welche die schottischen Hebrideninseln Benbecula im Süden und Baleshare im Norden voneinander trennt. Im Gegensatz zum North Ford, der Baleshare im Osten von der Nachbarinsel North Uist trennt, fällt der Beul an Toim selbst bei Ebbe nicht trocken und wird auch nicht durch eine Brücke oder einen Damm überspannt. Nur wenige hundert Meter südlich liegt der Benbecula Airport.